# Macgowania janiceps
Macgowania janiceps è un rettile marino estinto, appartenente agli ittiosauri. Visse nel Triassico superiore (Norico, circa 210 milioni di anni fa) e i suoi resti fossili sono stati ritrovati in Canada. 

## Descrizione
Benché risalente al Triassico, questo ittiosauro possedeva un aspetto che doveva richiamare quello delle forme successive del Giurassico, come Ichthyosaurus. Macgowania era un ittiosauro di medie dimensioni, lungo circa 3 metri, dotato di un muso relativamente corto e appuntito, leggermente incurvato verso il basso. Le orbite erano grandi e le narici molto ingrandite. La flangia anteriore dell'omero era quasi completamente ridotta, mentre il radio e gran parte degli elementi delle pinne anteriori erano incavati. 

## Classificazione
Macgowania janiceps è noto esclusivamente per l'olotipo (ROM 41992), uno scheletro parziale comprendente un cranio quasi completo, una pinna anteriore quasi completa e altri elementi postcranici. Questo fossile venne ritrovato nella località di Jewitt Spur nella formazione Pardonet, risalente al Norico medio, lungo la costa settentrionale del lago Williston. Un ulteriore esemplare dalla stessa località, ROM 41991, potrebbe essere appartenuto alla stessa specie, ma la scarsa conservazione non permette di assegnare l'esemplare con certezza. I fossili vennero descritti inizialmente come una nuova specie del genere Ichthyosaurus (Ichthyosaurus janiceps) nel 1996, ma un successivo riesame dei fossili da parte di Ryosuke Motani nel 1999 permise di riconoscere un genere a sé stante, Macgowania. 
Attualmente Macgowania è considerato un rappresentante basale del clade Parvipelvia, un gruppo di ittiosauri tipici del Giurassico e del Cretaceo; Macgowania è una forma anticipatrice di gran parte degli ittiosauri successivi. Dalla stessa formazione rocciosa che ha restituito i resti di Macgowania provengono i fossili di un altro Parvipelvia basale, Hudsonelpidia, di dimensioni minori. 

## Etimologia
Il nome generico Macgowania è in onore di Chris McGowan, il paleontologo che per primo descrisse i resti di questo animale. L'epiteto specifico, janiceps, deriva dalla parola latina janus, il nome di un dio dei Romani dalle due facce, e ceps, la parola latina per indicare la testa. 